# セリム1世
セリム1世（1470年10月10日 - 1520年9月22日）は、オスマン帝国の第9代皇帝（在位：1512年 - 1520年）。

## 生涯
父バヤズィト2世からトラブゾン知事に任命され、東方に目を光らせていたセリムは父の消極性に不満を持っていた。当初は3番目の子で上の兄コルクト・アフメトがいたため継承順位はもっとも下だったが、1511年にサファヴィー朝に同調したシャー・クルの反乱を契機として、兄達が反乱にてこずっている隙を付いてクーデターを仕掛けた。1度目は失敗してクリミア半島へ追放されたが、翌1512年にイェニチェリに擁立され兄達を排除、父を退位させて皇帝に即位したセリム1世は、父が即位時にしたのと同じように、即位後の内紛を避けるために兄弟達とその子らを次々と殺した。父もその後すぐに歿しているが、セリム1世の暗殺も疑われている。
先帝までは主にバルカン半島に進出したが、西アジア方面の征服は立ち後れていた。そこで彼らとは対照的にセリム1世は東方への積極的な領土の拡張を推し進め、アジア、エジプトへと転換し、征服を推し進めていく。アナトリア半島には未だオスマン帝国に従わない豪族もいて、彼らがサファヴィー朝に通じ反乱を起こすパターンが常態化、地盤を固める国内問題の解決も狙いだった。
即位後はハンガリーと和睦、アナトリア半島のサファヴィー派を探し出し粛清して背後を固め、1514年に西アジアへ出陣、8月23日にイスマーイール1世と交戦した（チャルディラーンの戦い）。この戦いは一進一退だったが、最終的に大砲・鉄砲など火力を高めたオスマン帝国が勝利する。この後サファヴィー朝の追討を目指すも冬期に入ったため叶わず引き上げるが、サファヴィー朝の妨害を排除したことは大きな進展となり、1515年にオスマン帝国とサファヴィー朝の中間地帯に当たるクルディスタン（イラク北部）、抵抗勢力が根強い南アナトリアも制圧して領土を東へ拡大した。以後もセリム1世の戦術は火力中心となり、白刃と騎兵の突撃に頼る旧態依然とした他のイスラムの王朝の軍隊に対し、火砲を効果的に用いて次々と勝利を収めた。
また、1515年からアラブへの遠征を開始し、翌1516年にアルジェを占領、マルジュ・ダービクの戦いでマムルーク朝軍を破って翌1517年には首都カイロを落とした。こうしてマムルーク朝を滅ぼしたセリム1世はシリア、エジプト、パレスティナを併合した。さらに庇護を求めてきたアッバース朝のカリフムタワッキル3世を保護するも最終的には監禁して1543年に獄死させ、アッバース朝を完全に滅亡させた。また、シーア派のサファヴィー朝への対抗とアラブの人々の歓心を買うためにスンナ派擁護を標榜、サファヴィー朝やマムルーク朝などの外征では異端討伐を掲げて宗教の正当性を主張したが、マムルーク朝の滅亡にともない、聖地メッカ、メディナをオスマン帝国の保護下に置いたことで、オスマン帝国はスンナ派イスラム世界の盟主の地位を獲得した。これが19世紀のオスマン帝国に、スルタン＝カリフ制の伝説を生むことになった。
エジプトから戻るとすぐロドス島への遠征を準備したが、病気を患い、即位から9年目にして49歳で崩御。帝位は子のスレイマン1世が継承した。セリム1世の在位はわずか8年に過ぎなかったが、父から受け継いだ領土は230余万平方キロであったのを、650余万平方キロにまで増大させている。
セリム1世は「冷酷者（ヤヴズ、Yavuz）」と呼ばれたが、文芸を愛し、詩を詠む文人としての一面もあった。ヤヴズには厳格で冷酷であるがために優れた者というニュアンスがあり、「卓越者」とも訳される。細心な計画と大胆な行動力を持ち合わせ、反対者には酷薄であり、同族や大臣であろうとも容赦なく次々と処刑したが、史家によっては、彼の業績は「征服者」と呼ばれた祖父メフメト2世を凌ぐと評価する者もある。